# Makrin
Makrin, rimski car (217. – 218.).
Pravim imenom Marko Opelije Makrin, bio je prvi car koji nije bio ili senator ili iz senatorske obitelji. Rođen je u 165. u Cezariji u Maurentaniji. Visoka naobrazba mu je omogućila brz uspon u administraciji Septimija Severa, a Karakala ga je proglasio prefektom pretorijanaca. U drugoj polovici Karakaline vladavine, dolazi do sukoba. Pojavljuju se glasine o Makrinovim pretenzijama na prijestolje. Uskoro je Karakala ubijen, vjerojatno je to učinio Makrin ili netko iz njegove bliže pratnje.
Međutim, Parti i Dačani su osjetili slabost Rima te započinju s napadima u pograničnim područjima. To dovodi do nezadovoljstva unutar carstva, te započinju akcije za uklanjanje Makrina. Pritom su veliku ulogu imali članovi Karakaline bliže obitelji. 
Odlučujući sukob se odigrao kod Antiohije 8. lipnja 218. Makrin gubi bitku, te je uskoro i pogubljen. On ne pripada dinastiji Severa.
| Prethodnik:            | Rimski carevi | Nasljednik:          |
| Karakala (211. – 217.) | Rimski carevi | Dijadumenijan (218.) |

### Ostali projekti
|  | Zajednički poslužitelj ima stranicu o temi Makrin |